# Uusimaa Orientale
L'Uusimaa Orientale (Itä-Uudenmaan maakunta in finlandese, Östra Nylands landskap in svedese) è stata dal 1997 al 2011 una provincia della Finlandia Meridionale, situata sulle rive del Golfo di Finlandia. Originariamente parte della dell'Uusimaa storica, la provincia è stata fatta completamente confluire nell'Uusimaa nel 2011.
Nel 2022 lo stesso territorio è diventato un’area di benessere, il nuovo ente locale destinato a gestire il servizio sanitario tramite un Consiglio regionale eletto direttamente dai cittadini. L’Uusimaa è infatti l’unica delle province della Finlandia a corrispondere a una molteplicità di aree di benessere, seppur cooperanti nel gruppo HUS.

## Divisione territoriale
L'Uusimaa orientale è composta da sette comuni, di cui due città. Nella lista sottostante le città sono evidenziate in grassetto. In parentesi il nome in svedese dei comuni bilingue.
- Askola
- Lapinjärvi (Lappträsk)
- Loviisa (Lovisa)
- Myrskylä (Mörskom)
- Porvoo (Borgå)
- Pukkila (Buckila)
- Sipoo (Sibbo)

Liljendal, Pernaja (Pernå) e Ruotsinpyhtää (Strömfors) furono soppressi nei primi anni Duemila. Al 2005 la superficie della regione è di 2.823 km quadrati e la popolazione è di 92.933 abitanti. Il PIL dell'Uusimaa orientale è stato nel 2001 di 1751 milioni di euro. L’ultimo direttore fu Jaakko Mikkola.